# Cargolet cella-rogenc
El cargolet cella-rogenc (Troglodytes rufociliatus) és un ocell de la família dels troglodítids (Troglodytidae).

## Hàbitat i distribució
Habita boscos i arbusts a les muntanyes de Chiapas, Guatemala, El Salvador, Hondures i nord-oest de Nicaragua.